# アクティブファンド
アクティブファンド（英語: Active fund）とは、投資信託のうちで運用担当者（ファンド・マネージャー）が、株式・債券・その他有価証券等の銘柄及び投資割合を決定する投資信託を指す。一般的にアクティブファンドはベンチマーク（株価指数など）を設定し、そのベンチマーク以上の運用成績を目指すものである。投資銘柄や投資割合に運用を担当する者の運用方針が反映されるため、その運用担当者の氏名を公表して募集するファンドもある。玉石混淆の市場全体を丸ごと買うインデックスファンドよりも銘柄を有望なものだけに絞り込んで運用するため、必然的にリスクが大きくなる。
運用担当者が銘柄や及び投資割合を決めず、そのファンドが連動を目指すインデックスと同様の動きを目指すファンドを「インデックスファンド」または「パッシブファンド」という。また、特定のベンチマークを設けず、どのような相場環境でも利益を上げることを目指すファンドを「絶対利益追求型のファンド」という。

## インデックスに劣る成績
アクティブファンドはインデックスを超える成績を目指すものの、実際には長期になればなるほど、8割以上のアクティブファンドがインデックスファンドの成績に劣る結果となっている。従って、特別な理由がない限りはインデックスファンドに投資を行う方が高い成績を見込めるとの意見もある。次の通り、世界的な権威もインデックスの強さについて述べている。1976年8月、世界初のインデックス投信となったファースト・インデックス・インベストメント・トラスト、現在のバンガード500インデックスファンドの公募が行われた際のインタビューにて、ベンジャミン・グレアムは「平均的なファンドマネジャーが長期にわたってS&P500指数を上回る結果を残すことは可能でしょうか」とのインタビュアーからの質問に対して否定的な見解を示しており、「事実上、それは株式市場の専門家全体が自分たち自身に勝てるのかという意味になる。論理が破綻しているよ」と答えている。

## アクティブ・ファンドの例
- Personal Assets Trust
- Rights and Issues Investment Trust
- Capital Gearing Trust
- マゼラン・ファンド - フィデリティ・インベストメンツ
- グローバル・ソブリン・オープン
- さわかみファンド - 澤上篤人
- ホリコ・フォーカス・ファンド - 堀古英司
- ひふみ投信 - レオス・キャピタルワークス - 藤野英人
- fundnote - 渡辺克真